# Kuala Lumpur
Kuala Lumpur (překládáno jako: "blátivý soutok," "blátivá zátoka," a "blátivé město"; v malajštině [kwɑlɑlʊmpʊ], [kwɑləlʊmpɔ] nebo jen [kɔlɔmpɔ], nicméně běžně označováno jednoduše KL) je největším a zároveň hlavním městem Malajsie. Město leží na rozloze 244 km², odhadovaný počet jeho obyvatel je 1,9 milionu (2007). Městská aglomerace Kuala Lumpur, také nazývána údolí Klang, je ovšem obydlena 7,2 milióny obyvatel. Je to nejrychleji rostoucí region v zemi, jak z ekonomického pohledu, tak co do populace.
Kuala Lumpur je sídlem malajsijského parlamentu. Bývalo také sídlem legislativních i exekutivních vládních institucí, z nichž většina v roce 1999 přesídlila do Putrajaya. Oficiální sídlo malajsijského krále Istana Negara leží také v Kuala Lumpur. Podle Globalization and World Cities Study Group and Network (GaWC) je Kuala Lumpur jediným globálním velkoměstem Malajsie.
Město Kuala Lumpur leží uvnitř federálního území Kuala Lumpur, který je jedním ze tří malajsijských federálních území. Zbývající dvě jsou Putrajaya (administrativní centrum) a Labuan (finanční centrum).
Od začátku devadesátých let město hostilo mnoho významných mezinárodních sportovních, politických nebo kulturních událostí, například v roce 1998 hry Commonwealthu nebo závody F1. Ve městě také stojí nejvyšší dvojitá budova světa, Petronas Twin Towers, který byl v letech 1998 až 2004 nejvyšší stavbou světa, dokud ji nepřekonala Taipei 101.

## Historie
Historie Kuala Lumpur začíná v roce 1850, kdy malajský vůdce Rádža Abdullah najal čínské dělníky pro založení nových cínových dolů. Ti přistáli na soutoku řek Sungai Gombak a Sungai Klang. Sungai Gombak se dříve nazývala Sungai Lumpur, tedy blátivá řeka. Tam založili osadu, která se původně nazývala Pengkalan Lumpur, později byla přejmenována na Kuala Lumpur. Původní osada se potýkala s mnoha problémy – epidemiemi, požáry, potopami a zasáhla ho také Selangorská občanská válka. Roku 1870 se ale vlády nad městem chopil čínský kapitán Yap Ah Loy, pod jehož vedením se malá osada začala rapidně rozrůstat a již roku 1880 bylo do strategicky výhodněji položeného Kuala Lumpur přesunuto hlavní město státu Selangor. Roku 1896 bylo Kuala Lumpur vybráno jako hlavní město nově vznikající Federace malajských států.

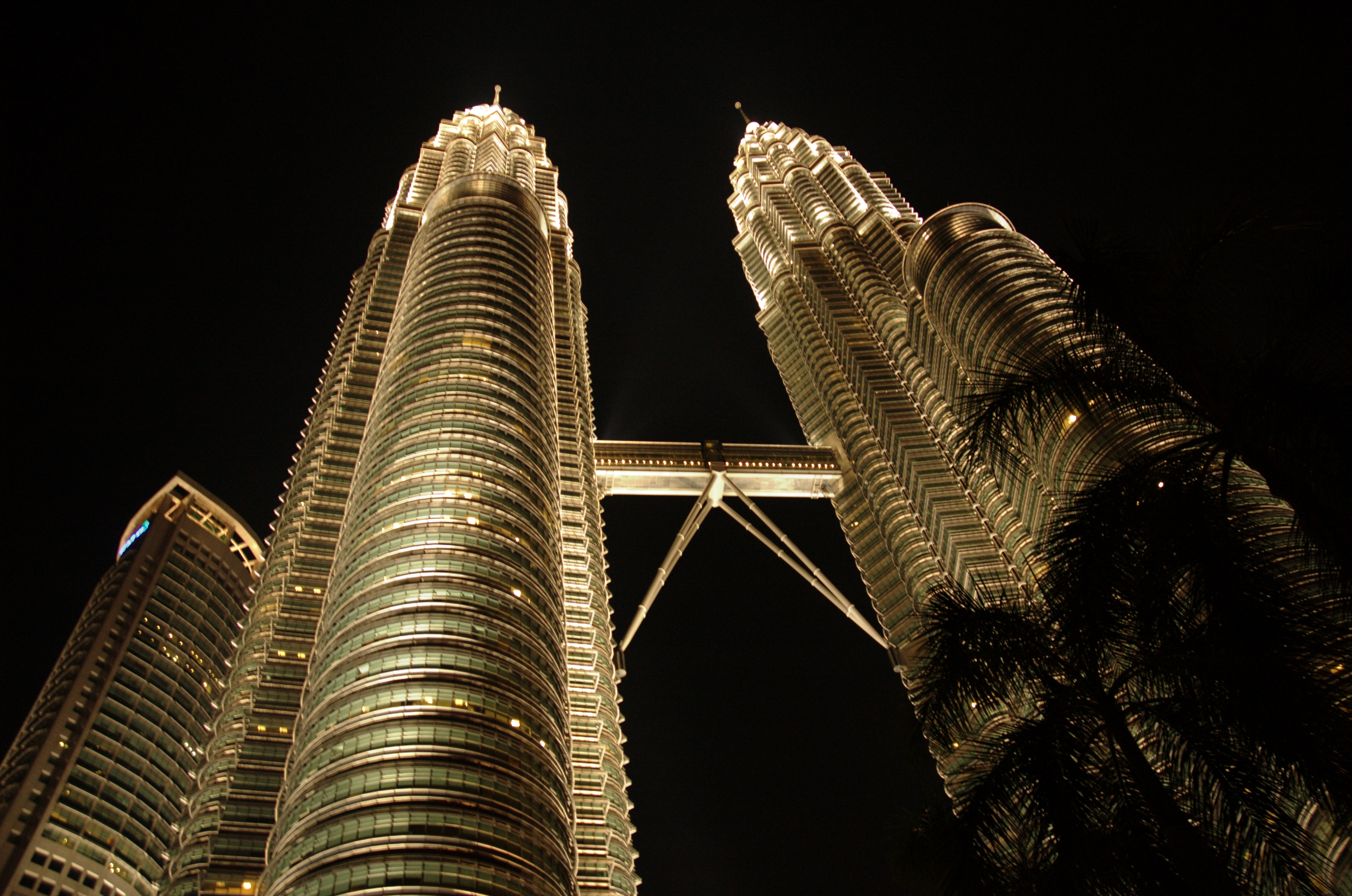
Petronas Twin Towers

Za 2. světové války bylo město obsazeno japonskými jednotkami (11. ledna 1942). Japonci Kuala Lumpur okupovali až do 15. srpna 1945, kdy se hlavní velitel Sedmé japonské armády v Singapuru a Malajsii, Seiširó Itagaki, po svržení atomových bomb na Hirošimu a Nagasaki vzdal Britům. Roku 1957 získala Federace malajských států na Británii nezávislost a Kuala Lumpur zůstalo jejím hlavním městem i po vzniku státu Malajsie 16. září 1963.

## Obyvatelstvo

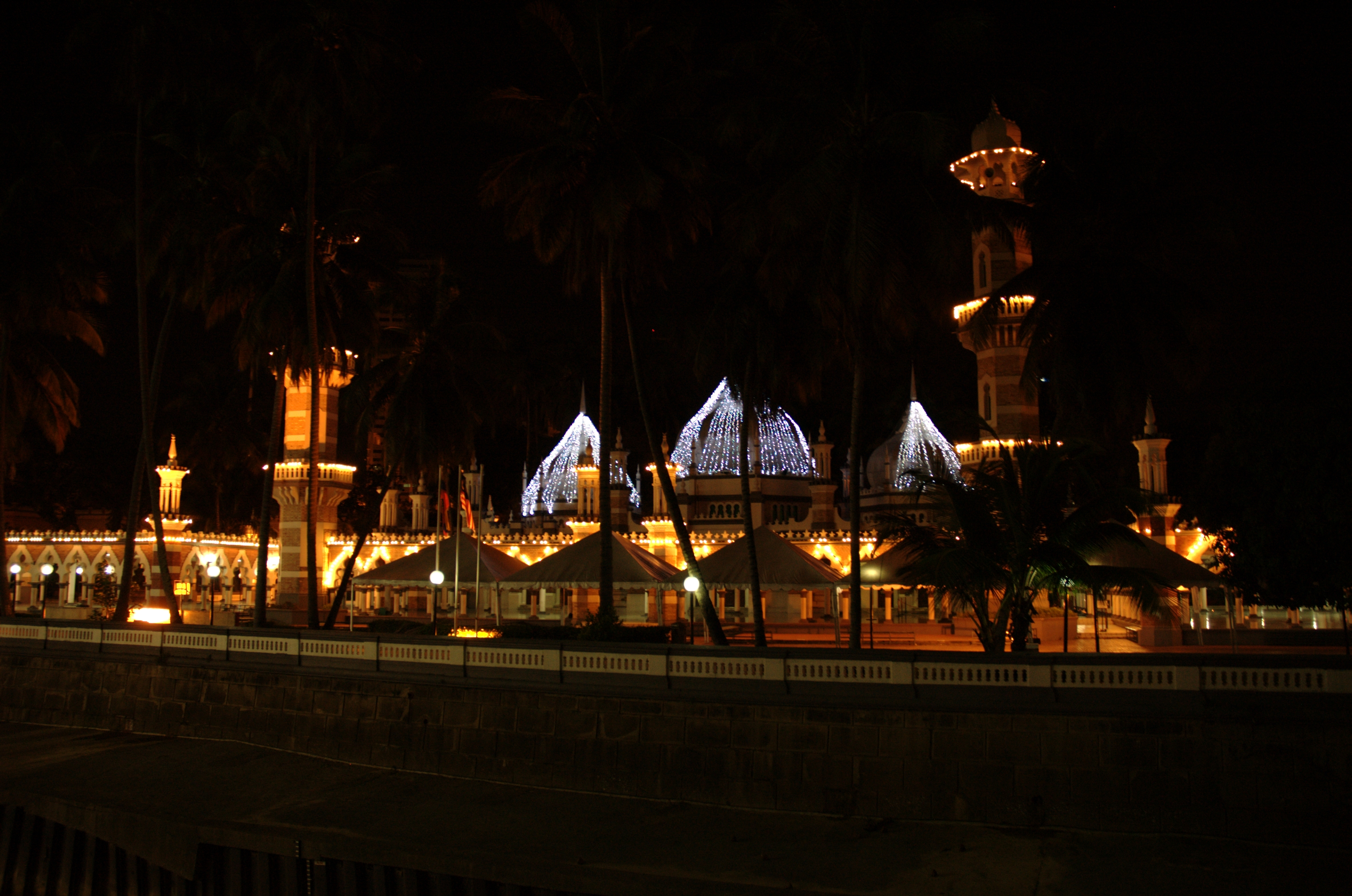
Mešita Masjid Jamek

Kuala Lumpur je domovem různých kultur. 52 % obyvatel města tvoří Číňané, 39 % Malajci a 6 % Indové. Ve městě dále žijí poměrně početné menšiny Arabů, Indonésanů, Filipínců a mnoho dalších. Mimo malajštiny, národního jazyka a dalších tradičních jazyků jako kantonština, mandarínština a tamilština tu má silné zastoupení i angličtina. Ta se vyučuje povinně ve školách a objevuje se v oblastech obchodu. Nejvíce zastoupeným náboženství je islám. Významný je i hinduismus, buddhismus, taoismus, konfucianismus a křesťanství.

## Doprava
Město má dvě letiště, Kuala Lumpur International Airport (KLIA) v Sepangu je hlavním mezinárodním letištěm a Sultan Abdul Aziz Shah Airport v Subangu převážně pro vnitrostátní lety.
Veřejná doprava v Kuala Lumpur (i v celé oblasti údolí Klang) je poměrně moderní, ve srovnání s jinými asijskými velkoměsty velmi spolehlivá a nezadá si s dopravou v mnoha evropských městech. Takzvaný Rapid Transit System se skládá ze tří železničních tratí, které se setkávají ve městě a následně zasahují daleko do údolí Klang. Jsou to Rapid KL RAIL, KL Monorail a KTM Komuter a jsou vedeny buď pod zemí nebo naopak na zvýšených tratích nad zemí. Hlavním dopravním uzlem je stanice KL Sentral.

## Podnebí
Město je chráněno na východě horami Titiwangsa a ostrovem Sumatra na západě, nicméně ve městě panuje klima tropického deštného pralesa, tedy teplo a kromě období dešťů (od října do března) slunečno. Teploty se během roku příliš nemění. Hlavním zdrojem znečištění ovzduší ve městě jsou spolu s výfukovými plyny automobilů poměrně časté lesní požáry na ostrově Sumatra.
| Klima Kuala Lumpur                                                  | Klima Kuala Lumpur | Klima Kuala Lumpur | Klima Kuala Lumpur | Klima Kuala Lumpur | Klima Kuala Lumpur | Klima Kuala Lumpur | Klima Kuala Lumpur | Klima Kuala Lumpur | Klima Kuala Lumpur | Klima Kuala Lumpur | Klima Kuala Lumpur | Klima Kuala Lumpur | Klima Kuala Lumpur |
| měsíc                                                               | Leden              | Únor               | Březen             | Duben              | Květen             | Červen             | Červenec           | Srpen              | Září               | Říjen              | Listopad           | Prosinec           | rok                |
| ------------------------------------------------------------------- | ------------------ | ------------------ | ------------------ | ------------------ | ------------------ | ------------------ | ------------------ | ------------------ | ------------------ | ------------------ | ------------------ | ------------------ | ------------------ |
| Nejvyšší teploty °C (°F)                                            | 32.1 (89.8)        | 32.9 (91.2)        | 33.2 (91.8)        | 33.1 (91.6)        | 32.9 (91.2)        | 32.7 (90.9)        | 32.3 (90.1)        | 32.3 (90.1)        | 32.1 (89.8)        | 32.1 (89.8)        | 31.6 (88.9)        | 31.5 (88.7)        | 32.4 (90.32)       |
| Nejnižší teploty °C (°F)                                            | 22.5 (72.5)        | 22.8 (73)          | 23.2 (73.8)        | 23.7 (74.7)        | 23.9 (75)          | 23.6 (74.5)        | 23.2 (73.8)        | 23.1 (73.6)        | 23.2 (73.8)        | 23.2 (73.8)        | 23.2 (73.8)        | 22.9 (73.2)        | 23.2 (73.76)       |
| Množství srážek mm (palců)                                          | 169.5 (6.673)      | 165.4 (6.512)      | 240.9 (9.484)      | 259.2 (10.205)     | 204.4 (8.047)      | 125.3 (4.933)      | 127.2 (5.008)      | 155.7 (6.13)       | 192.8 (7.591)      | 253.1 (9.965)      | 287.8 (11.331)     | 245.7 (9.673)      | 2,427 (95.55)      |
| Deštivých dnů                                                       | 11                 | 12                 | 14                 | 16                 | 13                 | 9                  | 10                 | 11                 | 13                 | 16                 | 18                 | 15                 | 158                |
| Zdroj: World_Meteorological_Organisation, United Nations, únor 2010 |                    |                    |                    |                    |                    |                    |                    |                    |                    |                    |                    |                    |                    |

## Městské mrakodrapy
- Menara Telekom, výška 310 metrů.
- Merdeka 118, výška 518 metrů.
- Petronas Twin Towers, výška 452 metrů.

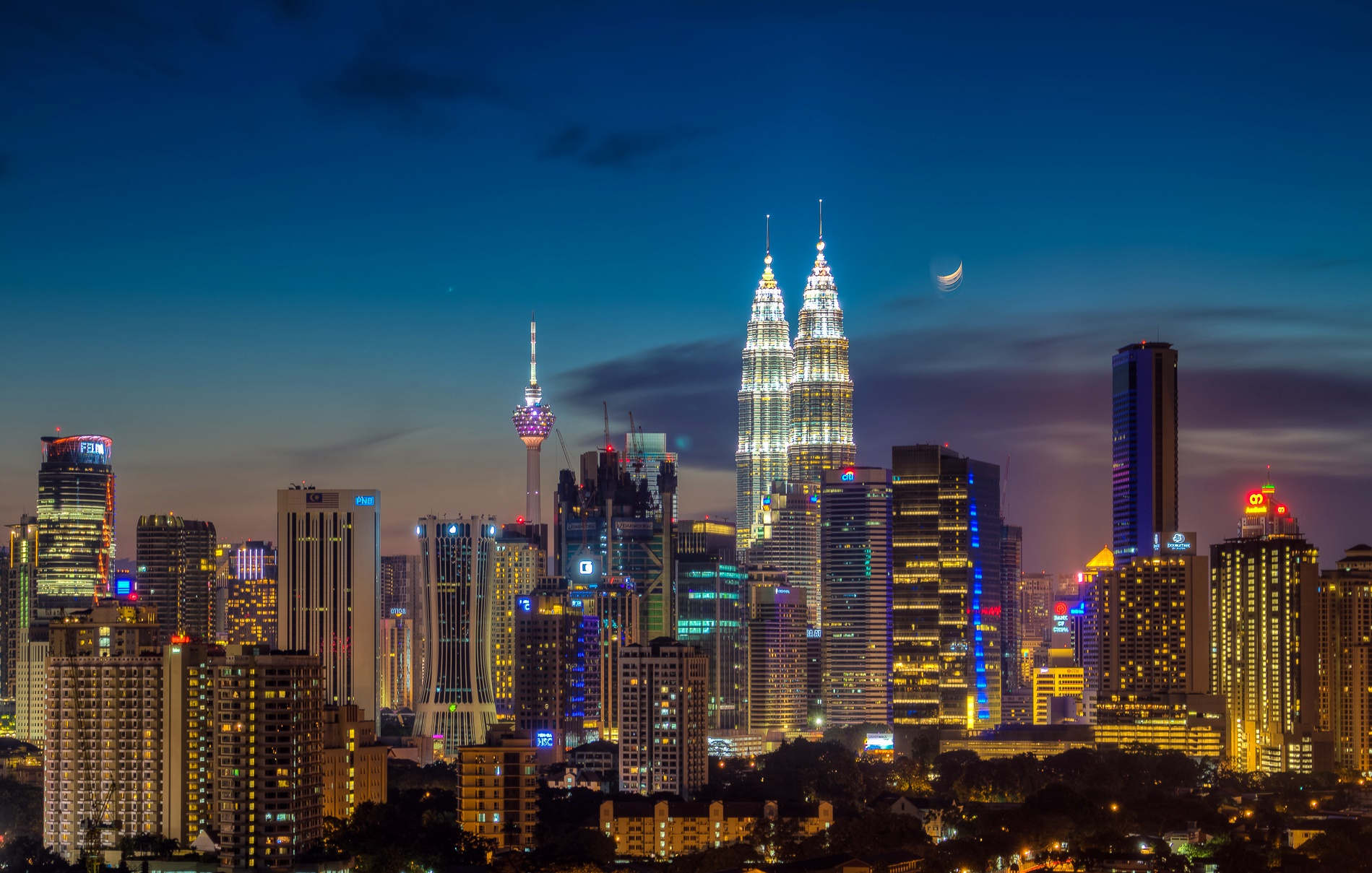
Pohled na mrakodrapy Kuala Lumpur v noci

## Partnerská města
- Ankara, Turecko
- Čennaí, Indie
- Dubaj, Spojené arabské emiráty
- Isfahán, Írán
- Karáčí, Pákistán
- Malakka, Malajsie
- Mašhad, Írán
- Ósaka, Japonsko
- Šíráz, Írán